# Brooklyn Sudano
Brooklyn Sudano (* 5. Januar 1981 in Los Angeles, Kalifornien) ist eine US-amerikanische Schauspielerin. 

## Leben
Brooklyn Sudano ist die Tochter von Donna Summer und Bruce Sudano. Sie hat eine Schwester, Amanda Sudano, und eine Halbschwester, Mimi Sommer.
Sudano spielte schon in sehr jungen Jahren in Musicals und anderen Theaterproduktionen mit. Nachdem sie sich entschieden hatte, sich ihrer Schauspielkarriere zu widmen, nahm sie eine Auszeit von ihrem Studium an der Vanderbilt University, um am Lee Strasberg Theatre and Film Institute Unterricht zu nehmen.
Sudano ersetzte 2003 Meagan Good als Vanessa Scott in What’s Up, Dad?.
Neben der Schauspielerei und Tätigkeiten als Fotomodell geht Sudano ihrer anderen Leidenschaft nach, ihre eigene Musik zu schreiben und zu spielen. Zurzeit arbeitet sie mit Henry Hirsch (Produzent von Lenny Kravitz) im Studio in New York.
2006 heiratete Sudano ihren langjährigen Freund.

## Filmografie (Auswahl)
- 2003–2005: What’s Up, Dad? (My Wife and Kids, Fernsehserie, 28 Folgen)
- 2006: Rain
- 2006: Cuts (Fernsehserie, drei Folgen)
- 2007: CSI: NY (Fernsehserie, eine Folge)
- 2007: Somebody Help Me
- 2008: Fear Itself (Fernsehserie, eine Folge)
- 2008: 90210 (Fernsehserie, eine Folge)
- 2008: Alone in the Dark II
- 2008: Without a Trace – Spurlos verschwunden (Without a Trace, Fernsehserie, eine Folge)
- 2009: The Unit – Eine Frage der Ehre (The Unit, Fernsehserie, eine Folge)
- 2009: Revolution (Fernsehfilm)
- 2009: Limelight (Fernsehfilm)
- 2010: Turn the Beat Around (Fernsehfilm)
- 2010: Five Star Day
- 2010: Sinners & Saints
- 2010: Shit! My Dad Says ($h*! My Dad Says, Fernsehserie, eine Folge)
- 2011: Friends with Benefits (Fernsehserie, eine Folge)
- 2012: Dance Crew
- 2012: Joey Dakota (Fernsehfilm)
- 2013: Body of Proof (Fernsehserie, eine Folge)
- 2013: Reed Between the Lines (Fernsehserie, zwei Folgen)
- 2013: Westside (Fernsehfilm)
- 2015: With This Ring (Fernsehfilm)
- 2016: 11.22.63 – Der Anschlag (11.22.63, Fernsehserie, vier Folgen)
- 2016: Ballers (Fernsehserie, zwei Folgen)
- 2017: Taken – Die Zeit ist dein Feind (Taken, Fernsehserie, zehn Folgen)
- 2021: Cruel Summer (Fernsehserie, fünf Folgen)
- 2022: Grand Crew (Fernsehserie, eine Folge)
- 2023: Every Breath She Takes (Fernsehfilm)